# 광색성

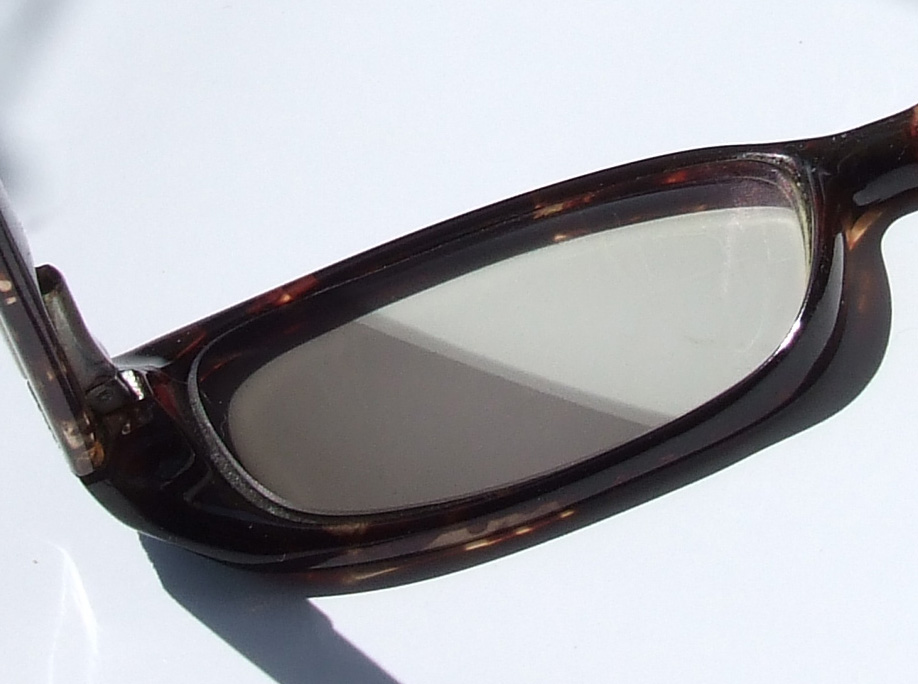
광색성 안경 렌즈 태양광에 노출된 후, 일부는 종이로 가려진 것

광색성(光色性, 영어: photochromism)은 전자기 방사의 흡수에 의한 두 형태 간의 화학종의 가역 변환이다. 여기서 두 형태는 다른 흡수 스펙트럼을 지닌다. 빛에 노출될 때 색의 가역 변화로 기술될 수 있다. 이 현상은 1880년대에 발견되었다. 원래의 이름은 포토트로피였으나 1950년 이스라엘의 와이즈만 과학원에서 예후다 히르슈버그가 광 크로미즘이라는 용어를 제안하였다. 광 크로미즘은 유기및 비유기 화합물에서 발생하며 생물학 시스템에서도 발생한다.

## 응용

### 선글라스
가장 유명한 광색성의 응용중의 하나로는 광색성 렌즈로 선글라스에 사용된다. 최근에 휘는 저 유리온도의 폴리머가 염료를 빠르게 변하게 하는 것이 보고되었다.

### 자료 저장
광색성 화합물을 자료 저장에 사용하는 가능성은 1956년에 에후다 히쉬버그에 의해 처음 제안되었다. 그때부터 다양한 대학과 상용 그룹에 의한 많은 조사가 있었다. 특히 3차원 광 자료 저장의 영역이었다. 그것은 테라바이트의 자료를 저장할 수 있다. 초기에는 열적 후방 반응과 파괴적인 재생이 이들 연구를 괴롭혔다. 그러나 최근 더욱 안정된 체계가 개발되었다.

## 같이 보기
- 전자기 스펙트럼